# Rax
Rax (česky též Raxalpa či Rakous) je pohoří tvořící vysoko vyzdvižená náhorní plošina se strmě spadajícími okraji. Silně erodovaná plošina ve výškách 1500 až 2007 m je pokryta obrovskými krasovými závrty, nejvyšší kopec se nazývá Heukuppe (Stoh). Základním stavebním kamenem pohoří je vápenec. Jižní okraj území v protáhlém hřebeni nad obcí Semmering tvoří již předěl mezi Severními vápencovými Alpami a Centrálními krystalickými Alpami. Leží přibližně 70 km jihozápadně od Vídně. Celá oblast je hojně navštěvována.

## Poloha
Pohoří Rax od sousední skupiny Schneeberg (nejv. vrchol Klosterwappen) dělí hluboké údolí Höllental, kterým protéká řeka Schwarza. Na západě ho od masivu Schneealpe odděluje údolí potoka Altenberger Bach. Sever masivu plynule přechází do mnohem nižších Gutensteinských Alp. Jih masivu pozvolna klesá do zvlněné krajiny poblíž města Mürzzuschlag.

## Historie
Raxalpe se počítá jako rodné místo vídeňské alpské školy. Historie uvádí místního horského vůdce Bedřicha Benesche jako průkopníka dělení cest a stezek a označování jejich obtížností Definoval první obtížnosti cest v Alpách. Tato Beneschova stupnice měla sedm stupňů – stupeň I byl u těžký, stupeň VII byl nejlehčí. Nešťastná sněhová lavina v roce 1896 si vyžádala tři oběti a to inspirovalo horolezce z Vídně pro založení první horské záchranné služby v Rakousku. Ottohaus se stal rodištěm psychoanalýzy za častých pobytů Sigmunda Freuda. Rax byl mnoho desítek let útočištěm a lezeckým rájem jeho pokračovatele Viktora Frankla. Až do své smrti měl rezervovaný pokoj na horní stanici lanovky. Několik zajištěných cest i ulice v Reichenau an der Rax nesou jeho jméno.

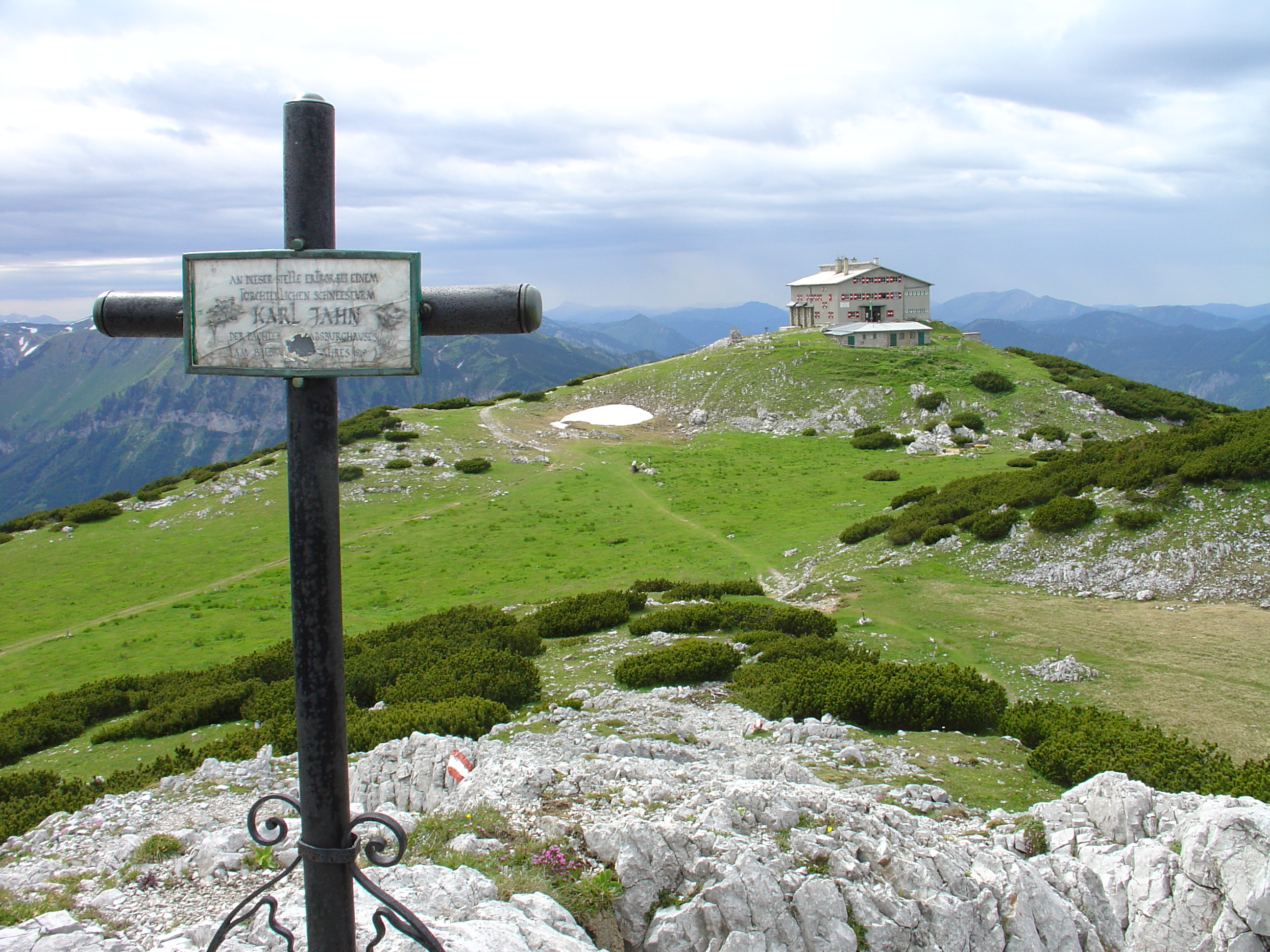
Habsburghaus

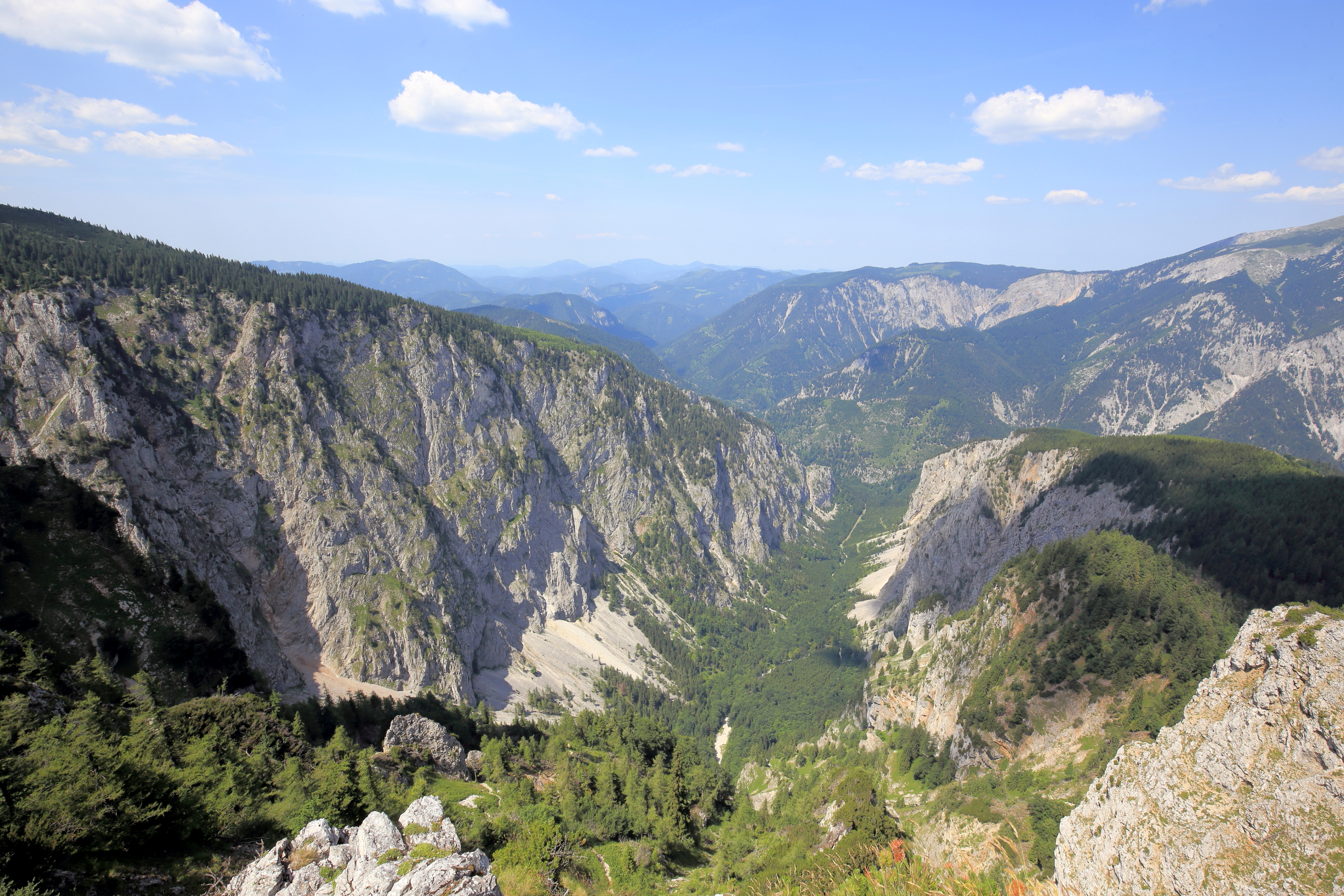
Großes Höllental

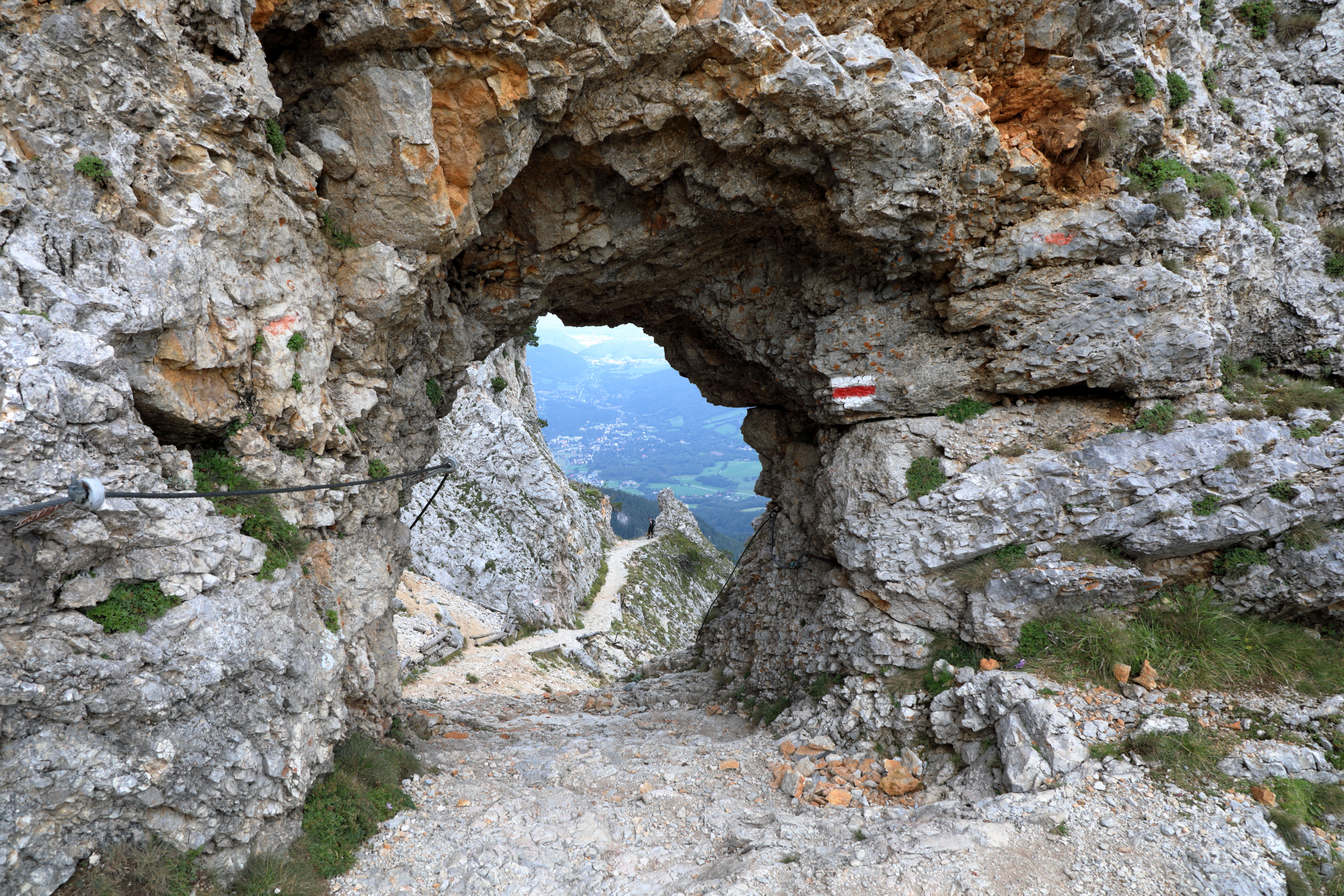
Törl na Törlweg

## Turismus
Hostince, resp. chaty na Raxu jsou: Raxalpen Bergasthof (Horský hostinec v Rakouských Alpách), Horská chata arcivévody Otty (Ottohaus), Seehütte (Jezerní chata), Habsburghaus (Habsburský dům), Karl-Ludwig Haus (Dům Karla Ludvíka), Waxriegelhaus (Dům pod hřbetem Waxriegel), a také Edelweißhütte (Chata Hořec) na Preiner Gscheidu.
Z obce Hirschwang a.d. Rax (na východě masivu) vede na okraj náhorní plošiny pohoří Rax lanovka, dlouhá 2 160 metrů s výškovým rozdílem 1 017 m. Lanovka na Rax je první kabinová visutá lanovka v Rakousku v jeho dnešních hranicích. Konečná stanice je u chaty Raxalpe Berggasthof (1 547 m). Jedná se o jedinou osobní lanovku v Raxu.
Celé pohoří je velmi hustě protkáno značenými turistickými stezkami. Mnohé z nich jsou zajištěnými cestami různých obtížností. Výchozí bod optimální pro výstupy od jihu je obec Prein (680 m). V zimě je pohoří Rax ideálním terénem pro lyžování mimo sjezdovky /freeriding/. Sjezdové lyžování má k disposici jeden vlek u horní stanice lanovky a jeden s večerním osvětlením blízko obce Prein. Náhorní plošina je však využívána jako ideální terén pro běžky a skialpinismus.

### Zajištěné cesty masivu
- Sever : Kaisersteig, Hoyossteig, Rudolfsteig, Gaislochsteig, AV-Steig, Weichtalklammsteig
- Východ : C. Kronich-Steig, Törlweg
- Jih : Preinerwandsteig, Hans von Haid steig, Malersteig, Königschluswandsteig, Göbl-Kün-steig, Holzknechtsteig, Bismarcksteig, Kanter steig, Raxenmauer-steig, Gretchensteig, Reisstalersteig, Fuchslosteig, Gamsecksteig

### Horské chaty
- Bergstation der Raxseilbahn (1 547 m)
- Otto-Schutzhaus (1 642 m)
- Gloggnitzer Hütte (1 550 m)
- Habsburghaus (1 786 m)
- Karl-Ludwig-Haus (1 804 m)
- Seehütte (1 643 m)
- Waxriegelhaus (1 361 m)
- Dirnbacher Hütte (otevřený bivak, 1 477 m)
- Bergrettungs-Hütte am Trinksteinsattel (otevřený bivak, 1 820 m)
- Weichtalhaus[1] (560 m)
- Tábořiště Kaiserbrunn (530 m)

## Horolezectví
Oblast, která je též označována za Vídeňské domácí hory, Wiener Hausberge, má dlouhou horolezeckou tradici. Najdeme zde výstupy od velmi lehkých až po extrémy, pohybující se kolem 11 stupně klasifikace UIAA. Většina horolezeckých cest je v dnešní době sanována kvalitními vrtanými a většinou i lepenými borháky nebo nýty. Dobré nástupní místo na stezky je parkoviště u obce Kaiserbrunn. Rax je hojně navštěvován také Maďary, Poláky, Čechy a Slováky. Mezi atraktivní cíle patří Blechmauer v údolí Höllental s klasickou cestou Blechmauernverschneidung (VI) z roku 1932, Großofen, Stadlwand a další stěny. Pro mnoho raxovských stěn je typický porost borovicemi, které nejsou jen v jejich převislých a kolmých částech. Horolezecké cesty popisuje ručně psaný a kreslený průvodce Thomase Behma, který je mimo jiné i svérázným výtvarným dílem.